# Sheikh Kalifa Internationaal Stadion
Het Sheikh Kalifa International Stadium (Arabisch: ستاد الشيخ خليفة الدولي) is een multifunctioneel stadion gelegen in Al Ain, in de Verenigde Arabische Emiraten. Het is geopend in 1996. Het stadion wordt voornamelijk gebruikt voor voetbalwedstrijden en het is het thuisstadion van de voetbalclub Al Ain FC.
Nadat het stadion was gebouwd was er plaats voor 12.000 mensen. De het stadion werd daarna nog eens vergroot met 4.000 stoeltjes.
Een van de bekendste evenementen die in dit stadion werden gehouden waren het WK-voetbal onder 20 in 2003 en de AFC Asian Cup 1996